# Tetramorium cordatum
Tetramorium cordatum (лат.) — вид мелких по размеру муравьёв рода Tetramorium трибы Crematogastrini (ранее в Tetramoriini) из подсемейства Myrmicinae (Formicidae).

## Распространение
Южная Азия: Индия.

## Описание
Мелкие муравьи коричневого цвета (2-3 мм). Отличаются уникальной для своего рода сердцевидной формой брюшка. Усики рабочих и самок 12-и члениковые (у самцов из 13 сегментов), булава 3-х члениковая. Боковые части клипеуса килевидно приподняты около места прикрепления усиков. Жвалы широкотреугольные с зубчатым жевательным краем. Заднегрудка с 2 проподеальными шипиками. Стебелёк между грудкой и брюшком состоит из двух члеников: петиолюса и постпетиолюса (последний четко отделен от брюшка), жало развито, куколки голые (без кокона).

## Систематика
Вид Tetramorium cordatum был впервые описан в 1998 году энтомологами из Индии С.Шила (Sheela, S.) и Т.Нарендраном (Narendran, T. C.; Systematic Entomology Laboratory, Department of Zoology, University of Calicut, Керала, Индия).